# オデーサ考古学博物館
オデーサ考古学博物館（オデーサこうこがくはくぶつかん、ウクライナ語: Одеський археологічний музей НАН України）は、ウクライナ最古の考古学博物館であり、ウクライナ国立科学アカデミー歴史学、哲学および法学部門研究機関、ウクライナ国立科学アカデミー南部科学センターおよびウクライナ教育科学省の構成機関である。

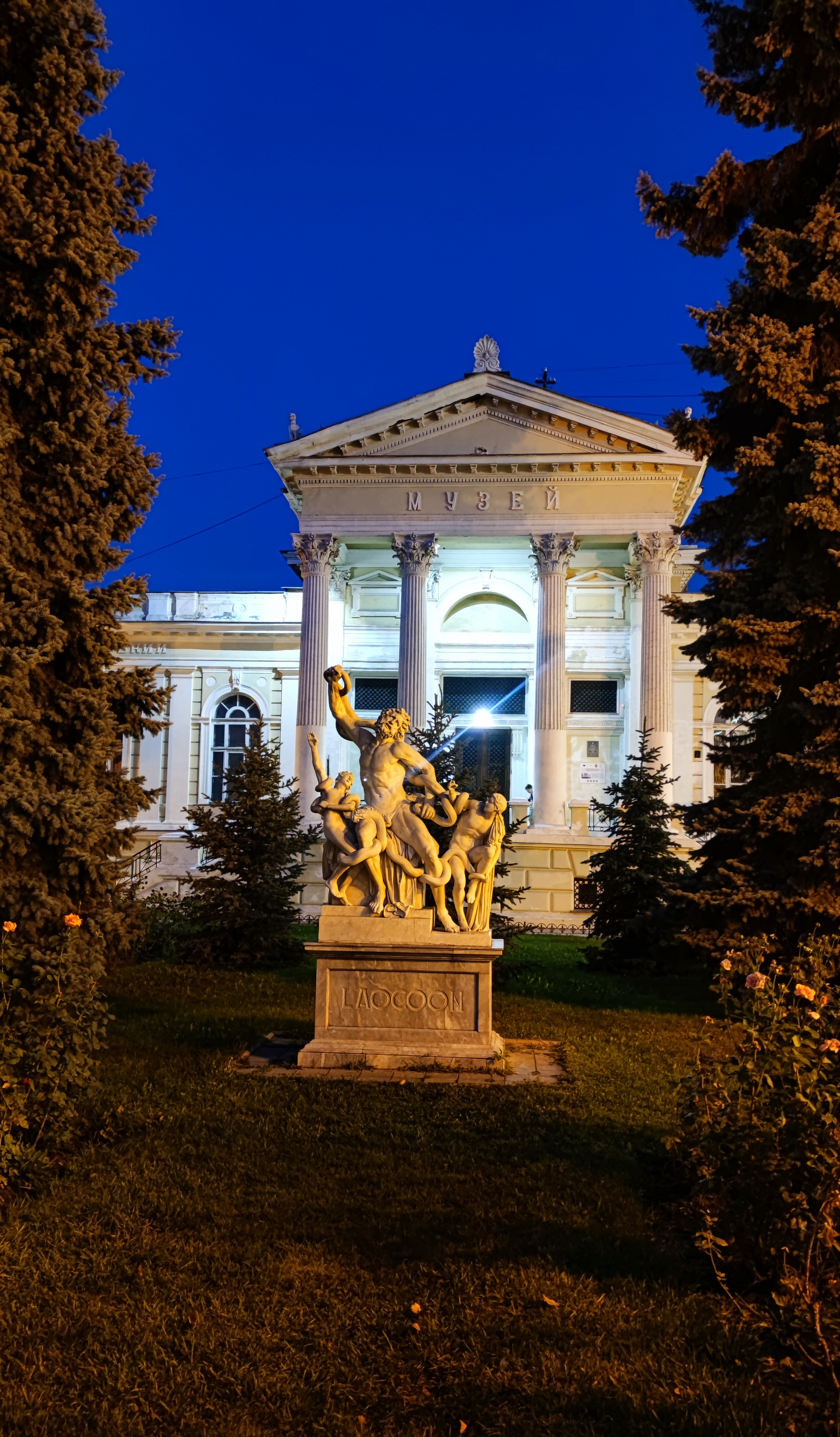
オデーサ考古学博物館の建物。かつてオデーサ初の公立図書館があり、ロシア初の歴史・古代遺物協会が活動し、1883年には考古学者E.P.フォン・シュテルンが勤務していた。オデーサ、ランジェロニフスカ通り4番地

## 博物館の歴史
1825年にブラランベルク・イヴァン・パヴロヴィチによって「オデーサ古代博物館」（Одеський міський музей старожитностей）として設立された。1839年に設立され、ロシア帝国南部での考古学的発掘調査を行う権利を有していたオデーサ歴史・古代遺物協会の設立が、博物館の発展に貢献した。
- 初代館長はブラランベルク・イヴァン・パヴロヴィチであった。[1][2]。
- 1913年から1919年には、ヴァルネケ・ボリス・ヴァシリエヴィチがオデーサ市立博物館の館長を務めた。
- 1921年から1930年には、ドロジェフスキー・セルヒー・ステパノヴィチが博物館の館長を務めた。
- 1930年から1932年には、ボルテンコ・ミハイロ・フェドロヴィチが博物館の館長を務めた。
- 1936年から1937年には、ヴヌコフ・チホン・ミトロファノヴィチが歴史考古学博物館の館長を務めた。
- 1959年から1961年には、シニツィン・モイセイ・セルヒーヨヴィチが考古学博物館を率いた。

### ロシアによるウクライナ侵攻下
2023年7月20日夜間、ロシアによるウクライナ侵攻の過程におけるオデーサへの敵のミサイル攻撃の結果、考古学博物館の建物が被害を受け、博物館は閉鎖された。ウクライナ文化情報政策大臣トカチェンコ・オレクサンドル・ヴラディスラヴォヴィチは、同省が被害を受けた博物館の緊急保全について国際パートナーと交渉していると述べた。また、文化情報政策省はユネスコに対し、「侵略者の名を挙げ、組織の指導的立場におけるその役割を改めて検討する」よう求めた。
2025年1月31日午後8時頃、ロシアはオデーサに弾道ミサイル攻撃を行った。オデーサ州軍行政府長官の報告によると、爆発の結果、いくつかの歴史的建造物、特にオデーサ考古学博物館で窓が吹き飛ばされ、建物のファサードが損傷した。

## 展示活動
博物館の主要なコレクションは、北黒海沿岸の古代史に関する最大の資料コレクションであり、石器時代から中世までのウクライナ南部の古代史に関する17万点以上の考古学的資料、5万5千点以上の貨幣、ウクライナ唯一の古代エジプトの遺物コレクション、国内最大の古代の貴重な遺物のコレクションなどがある。
1883年に公立図書館のために特別に建てられた建物の玄関ホールには、古代彫刻の最高の例が展示されている。最初の2つの展示室には、人類の出現から紀元前2千年紀までの期間を網羅する資料が展示されている。特に興味深いのは、グメルニツァ文化、トリポリエ文化、ウサトヴォ文化の集落や埋葬地からの出土品、青銅器時代のクルガン墓や宝物（例えばアントノフカの宝物）である。

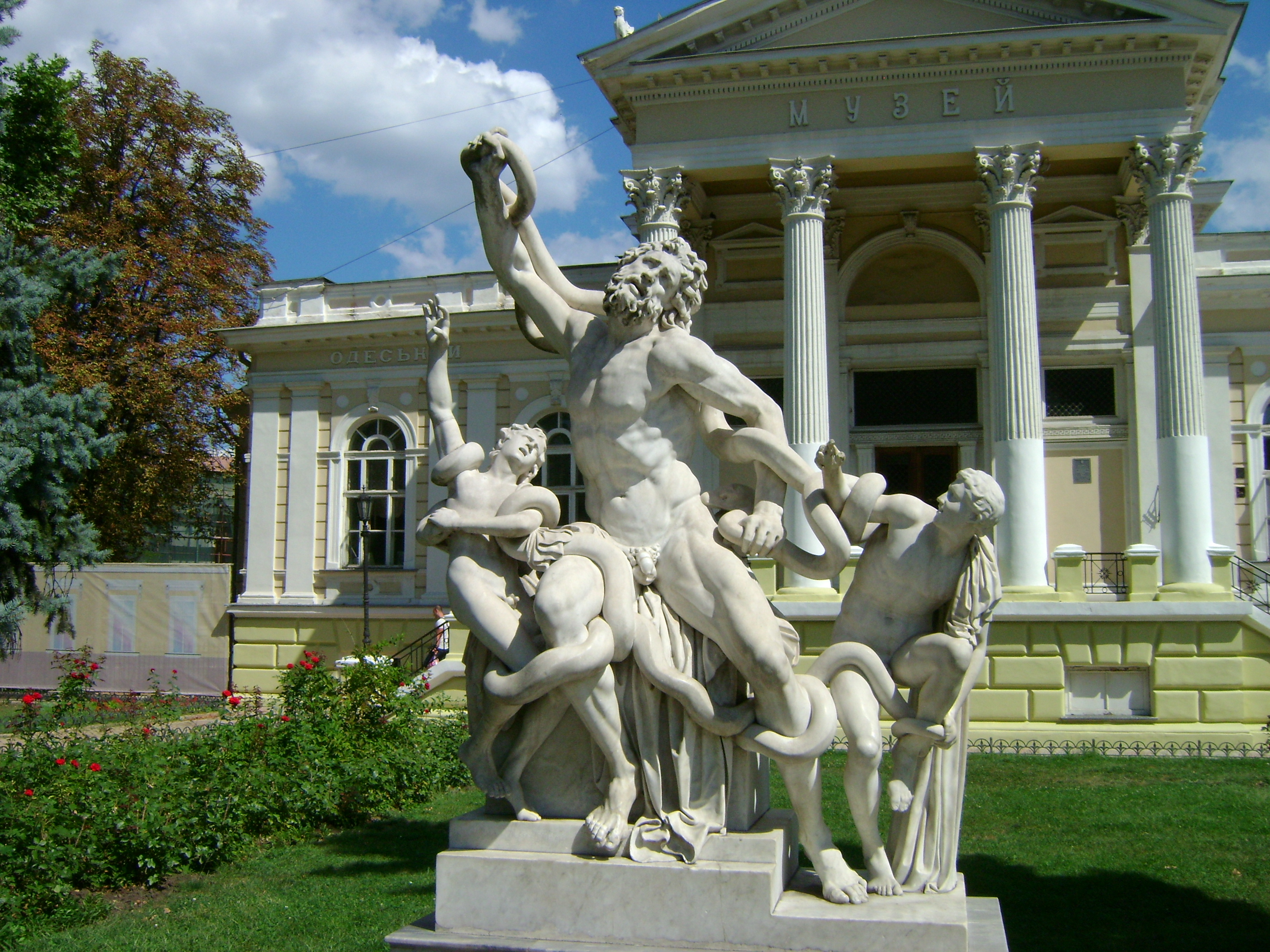
ラオコーン彫刻群博物館入口にて

当時北黒海沿岸の草原に住んでいたスキタイ部族の文化は、集落や埋葬地からの出土品、武器、青銅の釜やその他の道具、装飾品によって示されている。紀元1千年紀初頭までにスキタイはサルマタイに取って代わられ、3世紀から1世紀にかけてチェルニャコフ文化の遺物によって示される部族連合が形成された。9世紀から11世紀の期間は、キエフ・ルーシ、ビロホロド＝キイウシキー、カッファ、ベレザン島の集落や都市からの出土品に反映されている。
博物館の「黄金の宝庫」には、貴金属製の本物の品々が展示されており、最も古いものは紀元前2千年紀初頭に遡る。スキタイやサルマタイの墳墓、中世の遊牧民の埋葬地からの装飾品、スラブの職人による製品が注目を集めている。
博物館に保管されている5万点の硬貨のうち、古代ギリシア、古代ローマ、東ローマ帝国、キエフ・ルーシで発行された最も希少な金貨と銀貨が展示されている。特に展示されているのは、ウクライナに2つ、全体で11の既知の экземпляровのうちの1つであるウラジーミル大公の「ズラトニク」である。
エジプトの展示品のコレクションは、旧ソビエト連邦で3番目に大きい。ここでは、木製と石製の石棺、葬儀用品、ヒエログリフの刻まれた石板やパピルスの断片が興味深い。

## 研究活動
1920年代から1930年代にかけて、博物館には大学院があり、将来著名なオデーサの研究者（ヴィルカウ・ミコラ・ミコライオヴィチ、シニツィン・M.S.など）が学んだ。
博物館は、新石器時代、青銅器時代（例えば、後期トリポリエ文化のウサトヴォ、マヤキの集落）の多くの遺跡で広範な考古学的調査を実施している。また、ドナウ川下流の初期鉄器時代（オルリウカ＝カルタル）、古代（ドニエストル潟沿岸のニコニオン市）、オデーサ湾（ティリフール潟)の遺跡も調査されている。博物館の探検隊はズミイヌイ島で調査を行っている。
博物館の研究活動は多数の出版物に反映されており、博物館の研究者は国内外の同僚と活発な科学的交流を行っている。ブルガリア、イギリス、ギリシャ、デンマーク、エジプト、ドイツ、ポーランド、ルーマニア、フランスなどの専門家と共同研究が行われている。博物館は海外の展示会にも参加している。

## ギャラリー

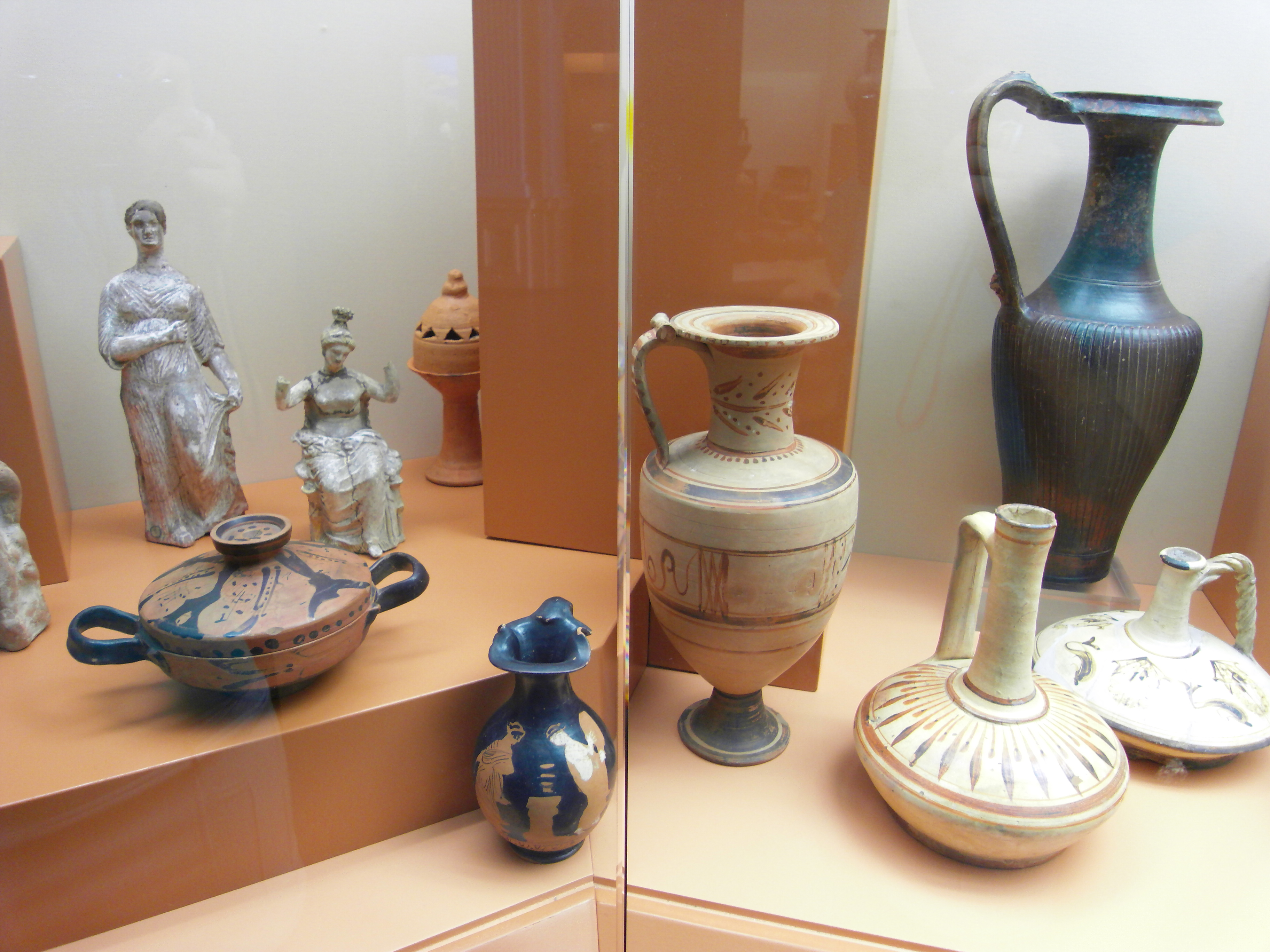
古代ギリシアの陶器
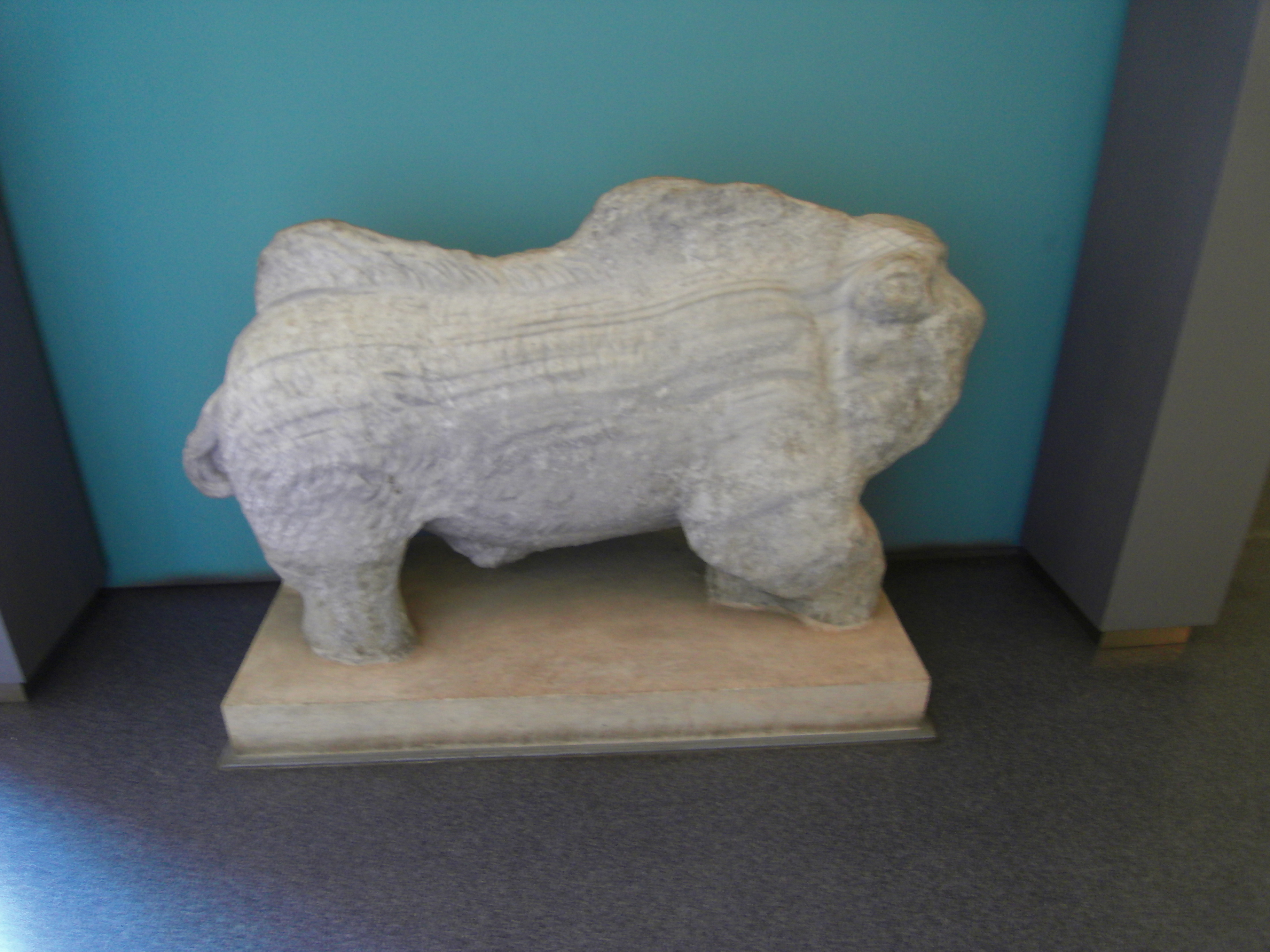
大理石の雄牛、ニコニオン
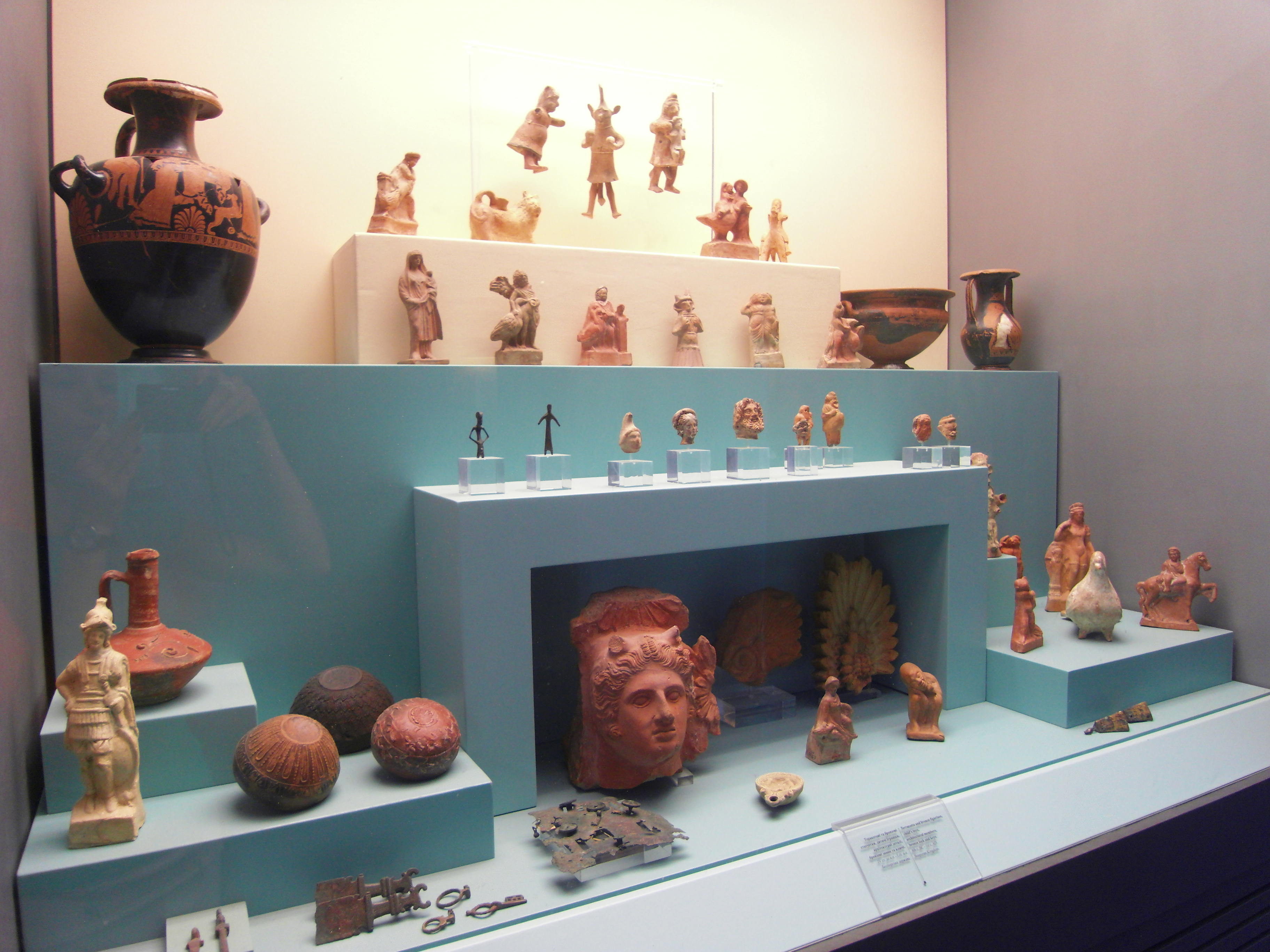
テラコッタと青銅の像、ボスポロス王国
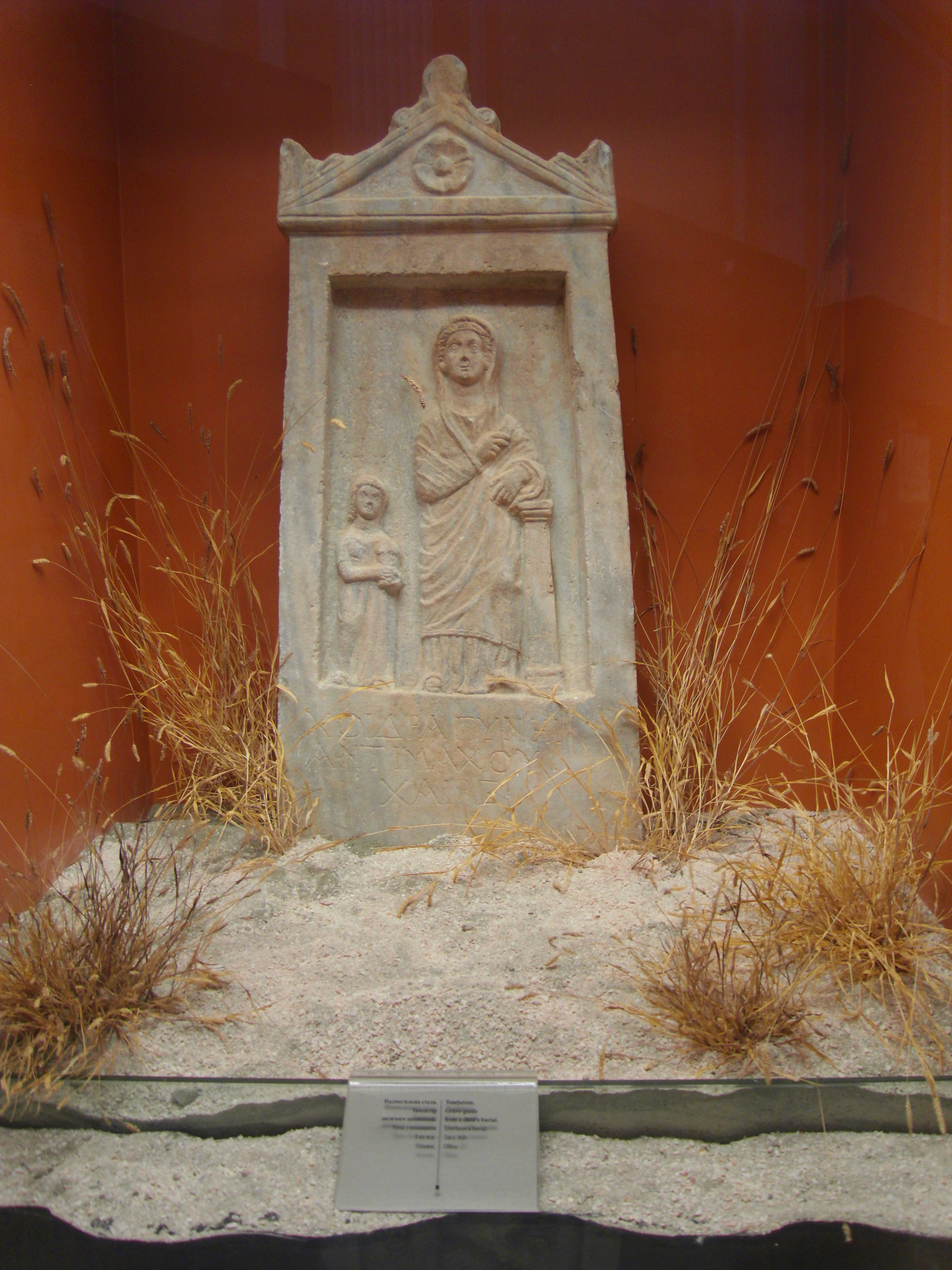
オリビアの葬儀の石碑
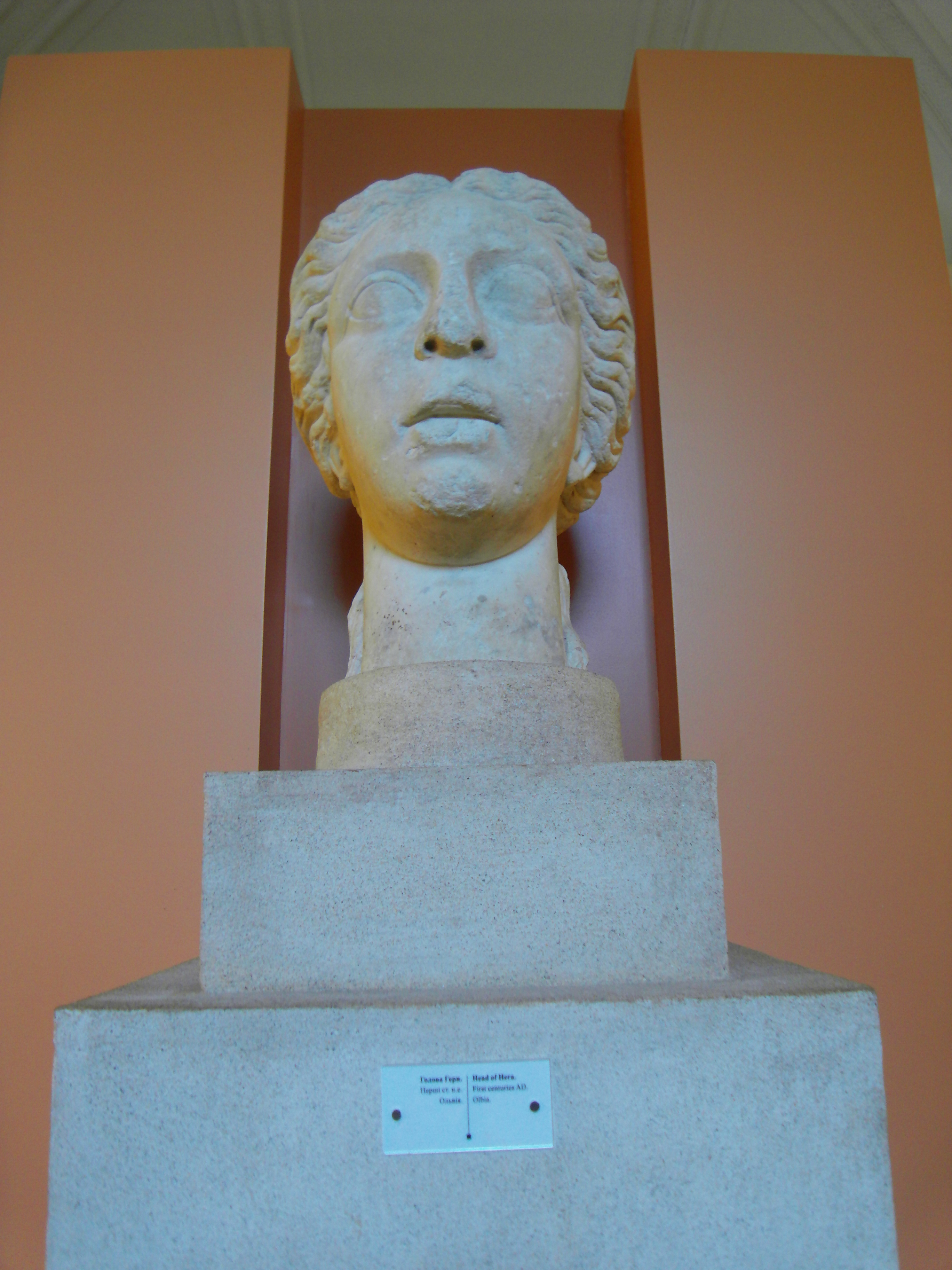
ヘラの頭部（オリビア産）
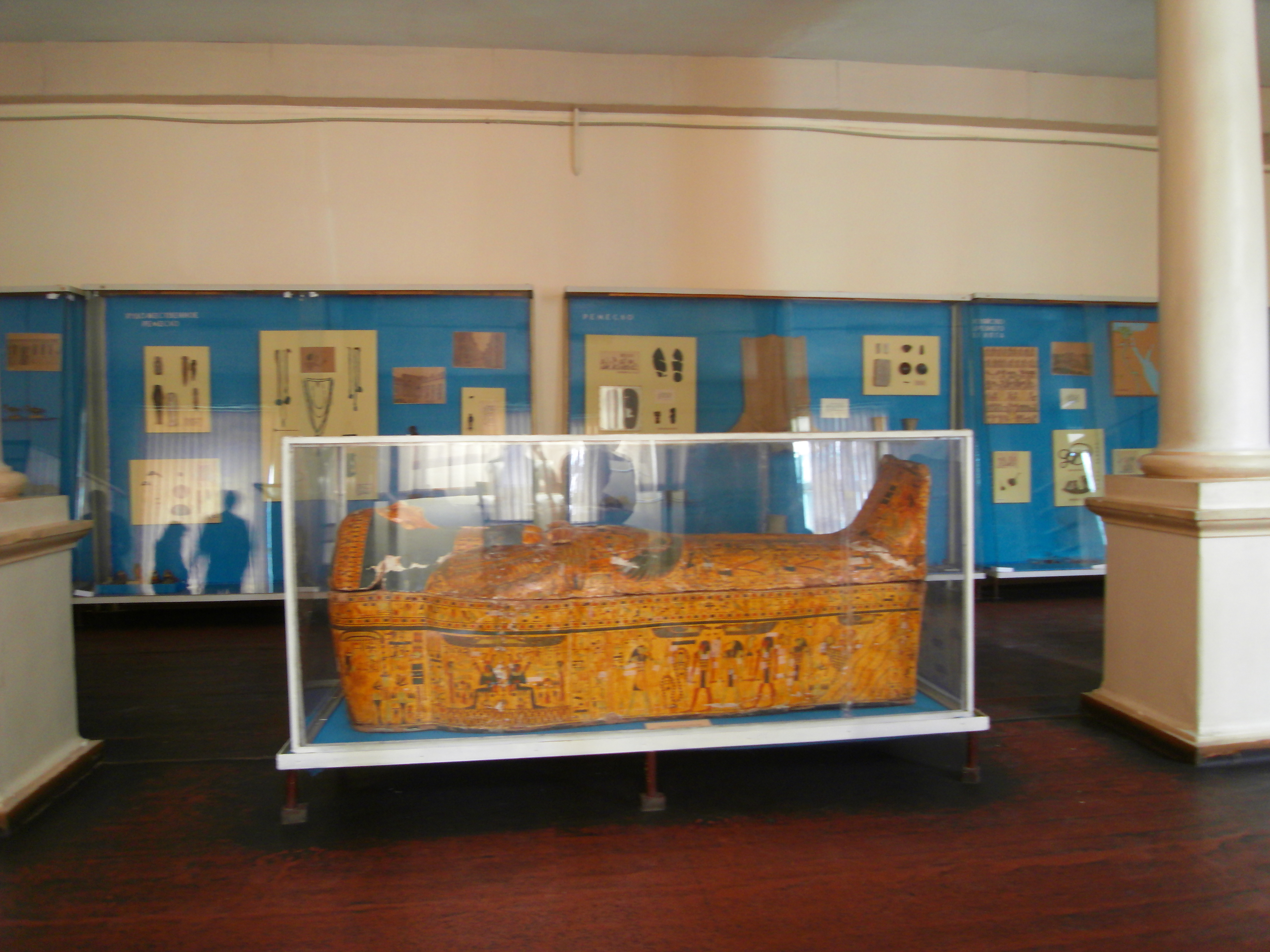
古代エジプトの石棺
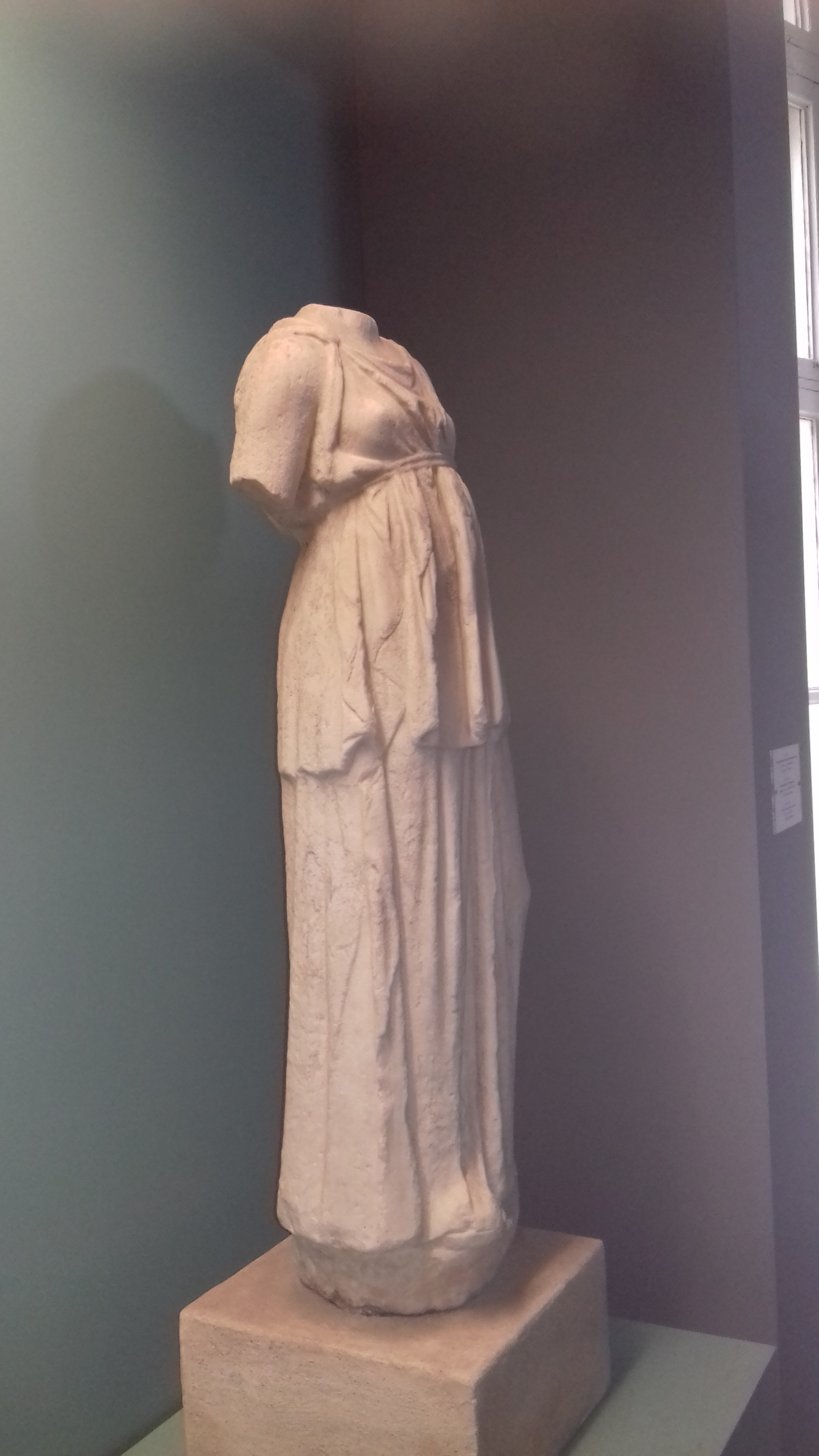
アルテミスの像（紀元前4世紀）
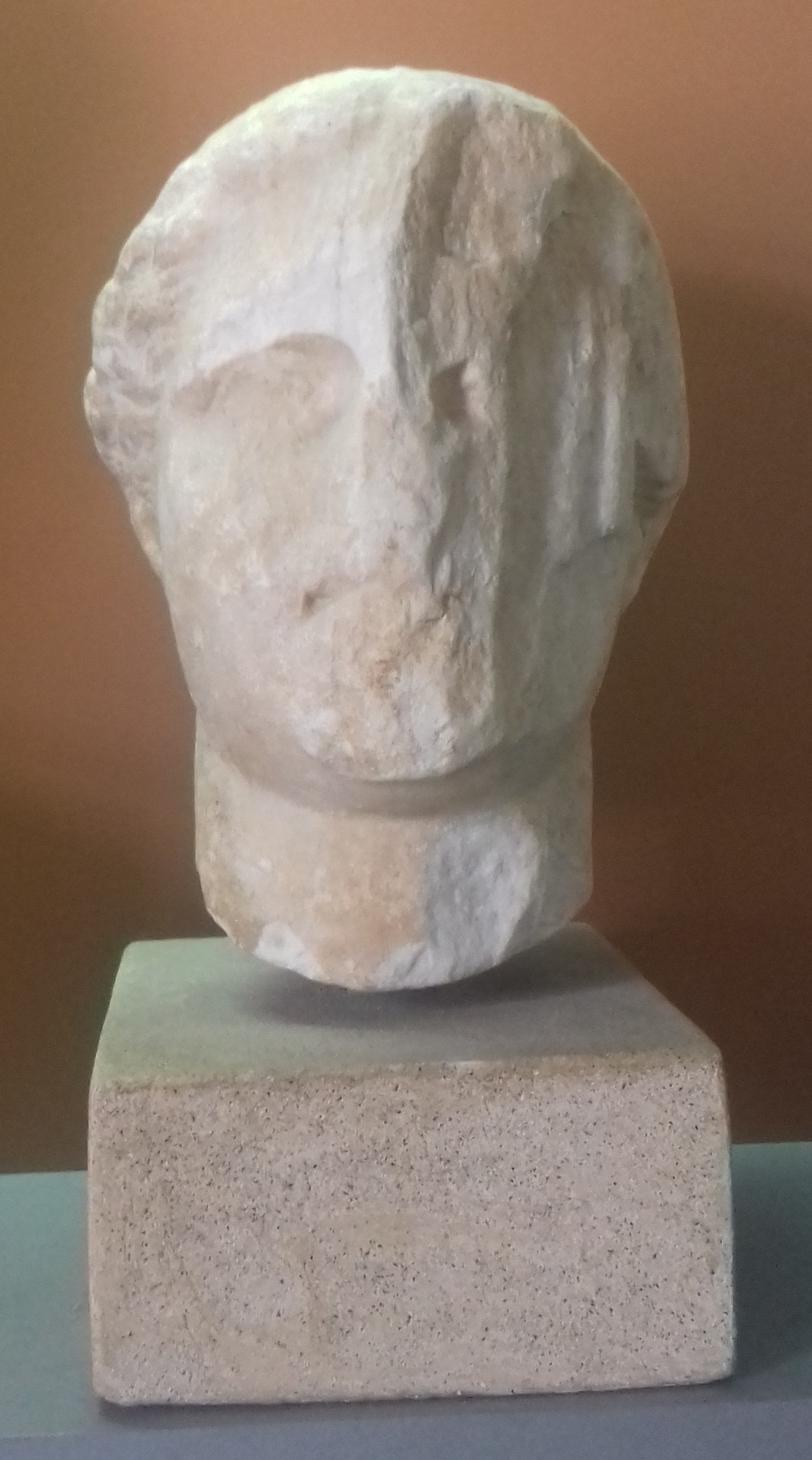
額飾りをつけた女性の頭部（紀元前4世紀）